# Gottfried Fliedl
Gottfried Fliedl (* 1948 in Klosterneuburg bei Wien) ist ein österreichischer Kunst- und Museumshistoriker und Museologe. Er betreibt seit 2009 den Blog „Museologien“ und ist im internationalen Netzwerk museumdenken aktiv.

## Biografie
Fliedl studierte Kunstgeschichte, Klassische Archäologie in Wien, Kunstgeschichte, Volkskunde und Neuere Deutsche Literatur in Wien und Marburg an der Lahn. Er promovierte 1977 an der Universität Wien mit einer Arbeit über den „Monumentalbau im Historismus“.
Er war als Lehrbeauftragter in der Funktion eines Assistenten an der Hochschule für Angewandte Kunst tätig, dann als Leiter der Arbeitsgruppe Museologie am Interuniversitären Institut für Forschung und Fortbildung (IFF), Mitarbeiter des Zentrums für Konzeption und Vermittlung der Donau-Universität Krems. Ab 2005 war er Leiter der Museumsakademie am Landesmuseum Joanneum (Heute Universalmuseum Joanneum).
Beratungstätigkeit an Museen, u. a.: Stadtmuseum Graz, Landesmuseum Joanneum Graz, Jüdisches Museum Hohenems; Kommunale Museen Hannover; Projekt eines Industriemuseums Vorarlberg; Heimatmuseum Kals am Großglockner; Alpenvereinsmuseum Innsbruck; Heimatmuseum Montafon.
Fliedl beteiligte sich an zahlreichen Debatten zur Rolle von Museen (Haus der Geschichte Österreichs, Heeresgeschichtliches Museum). Seine Forschungsschwerpunkte konzentrieren sich auf die Entwicklung des Museums im Zeitalter der Aufklärung und der Französischen Revolution, auf die österreichischen Landesmuseen und die Funktion der Museen für die Ausbildung kollektiver Identitäten. Er gilt als Kenner der Museologie und ihrer Theoriebildung. Er hatte zahlreiche Lehraufträge im Bereich Museologie am Institut für Volkskunde, am Institut für Erziehungswissenschaft der Universität Wien und war Lektor der Universität Basel für das Postgraduatestudium Museologie.
Außerdem wurde er für Vorträge an das Collège de France in Paris eingeladen, an die Scuola Normale Superiore Pisa/Volterra, referierte im Muzeoforum Slowenischer Museumsverbund Laibach, an der Universität Umea etc.
Seit 2017 ist er Mitglied im Beirates des Jüdischen Museums Hohenems, Vorarlberg.
Er war an zahlreichen Initiativen und institutionellen Gründungen beteiligt:
1990 gründete er die Arbeitsgruppe theoretische & angewandte Museologie‹ am IFF (Universität Klagenfurt, Fakultät für Interdisziplinäre Forschung und Fortbildung Arbeitsbereich Museologie)
1999 wurde von ihm die Museologische Sommerakademie ins Leben gerufen (mit Unterstützung des Landes Steiermark).
2005 gründete Fliedl die Museumsakademie Joanneum und leitete sie bis 2014. Er entwickelte mit seinem Team mehrerer Weiterbildungslehrgänge im Bereich Museumspädagogik und Museologie.
2022 initiierte er gemeinsam mit Anika Reichwald und Hanno Loewy das Netzwerkes museumdenken.

## Ausstellungen
- Dauerausstellung zur Geschichte des KZ Melk, im Krematoriumsgebäude des ehemaligen Konzentrationslagers Melk (mit Bertrand Perz), Melk 1992.
- Wa(h)re Kunst, Linz, Offenes Kulturhaus (mit Bazon Brock, Ulrich Giersch und Rainer Zendron), 1997.
- Geburt einer Hauptstadt St.Pölten, St. Pölten 1988.
- Berge. Eine unverständliche Leidenschaft, Innsbruck, Hofburg (im Auftrag des Österreichischen Alpenvereins mit Gabi Rath, Ursula Gillmann u. a.), 2007–2014

## Monographien
- Kunst und Lehre am Beginn der Moderne. Die Wiener Kunstgewerbeschule 1867 – 1918, Salzburg 1986.
- Gustav Klimt. Die Welt in weiblicher Gestalt, Köln 1989. (Zahlreiche Ausgaben in verschiedenen Sprachen).
- „...das Opfer von ein paar Federn“. Die sogenannte Federkrone Montezumas als Objekt nationaler und musealer Begehrlichkeiten, Wien 2001.

## Herausgegebene Sammelbände
- Museum als soziales Gedächtnis? Kritische Beiträge zu Museumswissenschaft und Museumspädagogik, Klagenfurt 1988.
- Die Erfindung des Museums. Anfänge der bürgerlichen Museumsidee in der Französischen Revolution. (= Museum zum Quadrat Nr. 6) Wien 1996.
- Politik der Präsentation. Museum und Ausstellung in Österreich 1918 - 1945 (herausgegeben mit Herbert Posch, Alexandra Mayerhofer, Clemens Mosch, Irene Nawrocka), Wien 1996.
- Wa(h)re Kunst. Der Museumsshop als Wunderkammer theoretischer Objekte, Fakes und Souvenirs (herausgegeben mit Ulrich Giersch, Martin Sturm und Rainer Zendron), Frankfurt 1997.
- Kunst als Beute. Zur symbolischen Zirkulation von Kulturobjekten, Wien 2000 (herausgegeben mit Sigrid Schade und Margit Sturm), Wien 2000.
- Der Berg im Zimmer. Zur Genese, Gestaltung und Kritik einer innovativen kulturhistorischen Ausstellung (herausgegeben mit Gabriele Rath und Oskar Wörz), Bielefeld 2010.
- Museum zum Quadrat, Wien 1990 – 2006. 16 Bände.

## Aufsätze
- Ausstellungen als populistisches Massenmedium. In: Ästhetik und Kommunikation, Heft 67/68, 18. Jahrgang, Berlin 1987, S. 47–54 (Themenheft 'Kulturgesellschaft. Inszenierte Ereignisse', mit Beiträgen u. a. von Henri Pierre Jeudy, Dietmar Kamper, Christoph Wulf, Jean Baudrillard, Jean-Francois Lyotard, Marie-Louise Plessen, Eberhard Knödler-Bunte, Karla Fohrbeck). Teilweise wiederabgedruckt in: Standbein/Spielbein. Museumspädagogik aktuell, Nr. 25, Bonn, August 1989
- Testamentskultur: Musealisierung und Kompensation. In: Wolfgang Zacharias (Hg.): Zeitphänomen Musealisierung. Das Verschwinden der Gegenwart und die Konstruktion der Erinnerung. Essen 1990, S. 166–179
- Die Dauer des Abschieds. Beispiele der Musealisierung von Alltag in Österreichischen Museen. In: Gottfried Korff, Hans Ulrich-Roller (Hg.): Alltagskultur passé? Positionen und Perspektiven volkskundlicher Museumsarbeit. Referate und Diskussionen der 10. Arbeitstagung der Arbeitsgruppe „Kulturhistorisches Museum“ in der Deutschen Gesellschaft für Volkskunde in Stuttgart/Waldenbuch vom 6.–9. Oktober 1992 [Studien und Materialien des Ludwig-Uhland-Instituts der Universität Tübingen. Band 11]. Tübingen 1993, S. 198–216
- Objekte des Übergangs – Das Museum als soziales Gedächtnis. In: Thomas Dominik Meier, Hans Rudolf Reust (Hg.): Medium Museum. Kommunikation und Vermittlung in Museen für Kunst und Geschichte. Bern 2000, S. 33–48
- Die Pyramide des Louvre. In: Moritz Csáky, Peter Stachel (Hg.): Die Verortung von Gedächtnis. Wien 2001 S. 303–333
- Im Museum. Essayistische Anmerkungen zu Geschichte und Funktion der Landesmuseen in Österreich. In: Österreichische Zeitschrift für Geschichtswissenschaften, 13. Jg., Heft 1/2002 S. 88–121